# ژیل کاردینت
ژیل کاردینت (انگلیسی: Gilles Cardinet؛ زادهٔ ۱۸ مارس ۱۹۶۲) بازیکن فوتبال اهل فرانسه است.
از باشگاه‌هایی که در آن بازی کرده‌است می‌توان به باشگاه فوتبال استاد برستوا ۲۹، باشگاه فوتبال پاری سن ژرمن، و باشگاه فوتبال والنسین اشاره کرد.